# Tram di Kumamoto
Il tram di Kumamoto (熊本市電?, Kumamoto shiden) è la rete tranviaria della città di Kumamoto, sull'isola di Kyūshū in Giappone. Si compone di due linee ed è gestito dall'Ufficio dei trasporti della città di Kumamoto.

## Storia
Il tram elettrico è stato inaugurato nel 1924, fin dall'inizio è gestito dalla città e gradualmente ampliata negli anni '30. La rete raggiunse la sua massima estensione intorno al 1960, quando coprì gran parte della città per circa 30 km, nonché la città meridionale di Kawashiri (川尻?) e tramite una linea separata con scartamento da 1.067 mm fino a Hyakkanseki (百貫石?) a ovest.

## Linee e percorsi
La rete è composta da 5 linee che operano su 2 percorsi commerciali che corrono su un percorso principale comune dalle parti orientali della città verso il centro, dove si diramano. La linea A prosegue verso sud-ovest fino alla stazione centrale, la linea B prosegue verso nord fino alla stazione Kami-Kumamoto (上熊本駅?):
Percorsi
| Percorso | Nome giapponese | Fermate                                                                               |
| -------- | --------------- | ------------------------------------------------------------------------------------- |
| A        | A系統           | Tasakibashi - Kumamoto-Ekimae - Karashimachō - Suidōchō - Suizenji-Kōen - Kengunmachi |
| B        | B系統           | Kami-Kumamoto-Ekimae - Karashimachō - Suidōchō - Suizenji-Kōen - Kengunmachi          |

Linee
- Linea principale (幹線?): Kumamoto-Ekimae — Suidōchō
- Linea Suizenji (水前寺線?): Suidōchō — Suizenji-Kōen
- Linea Kengun (健軍線?): Suizenji-Kōen — Kengunmachi
- Linea Kami-Kumamoto (上熊本線?): Karashimachō - Kami-Kumamoto
- Linea Tasaki (田崎線?): Kumamoto-Ekimae — Tasakibashi

## Materiale rotabile
Verranno utilizzati complessivamente 45 veicoli. La flotta è composta in gran parte da vetture individuali a pianale alto. Dal 1997 in Giappone sono stati messi in servizio per la prima volta automotrici articolate a pianale ribassato.

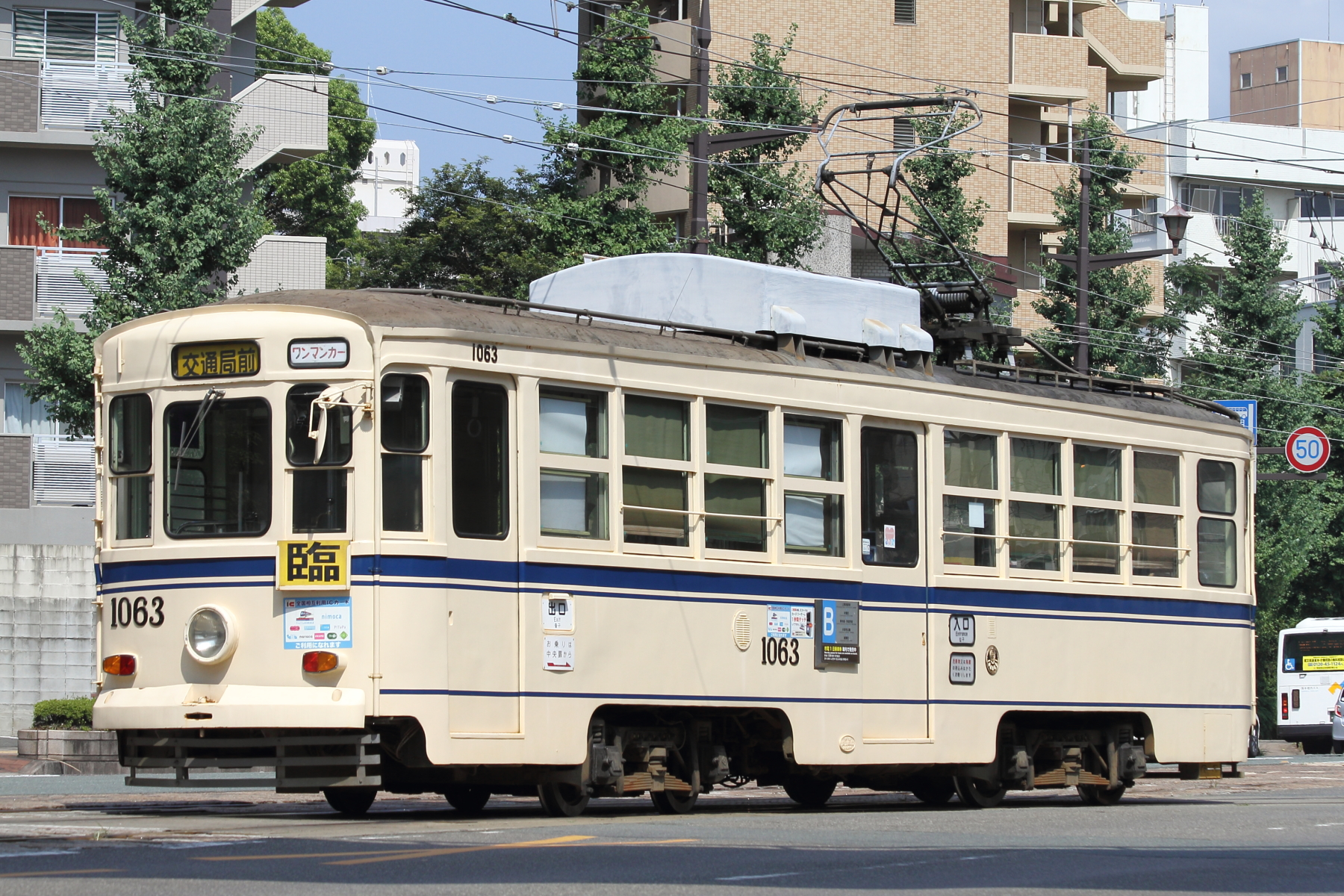
Serie 1060
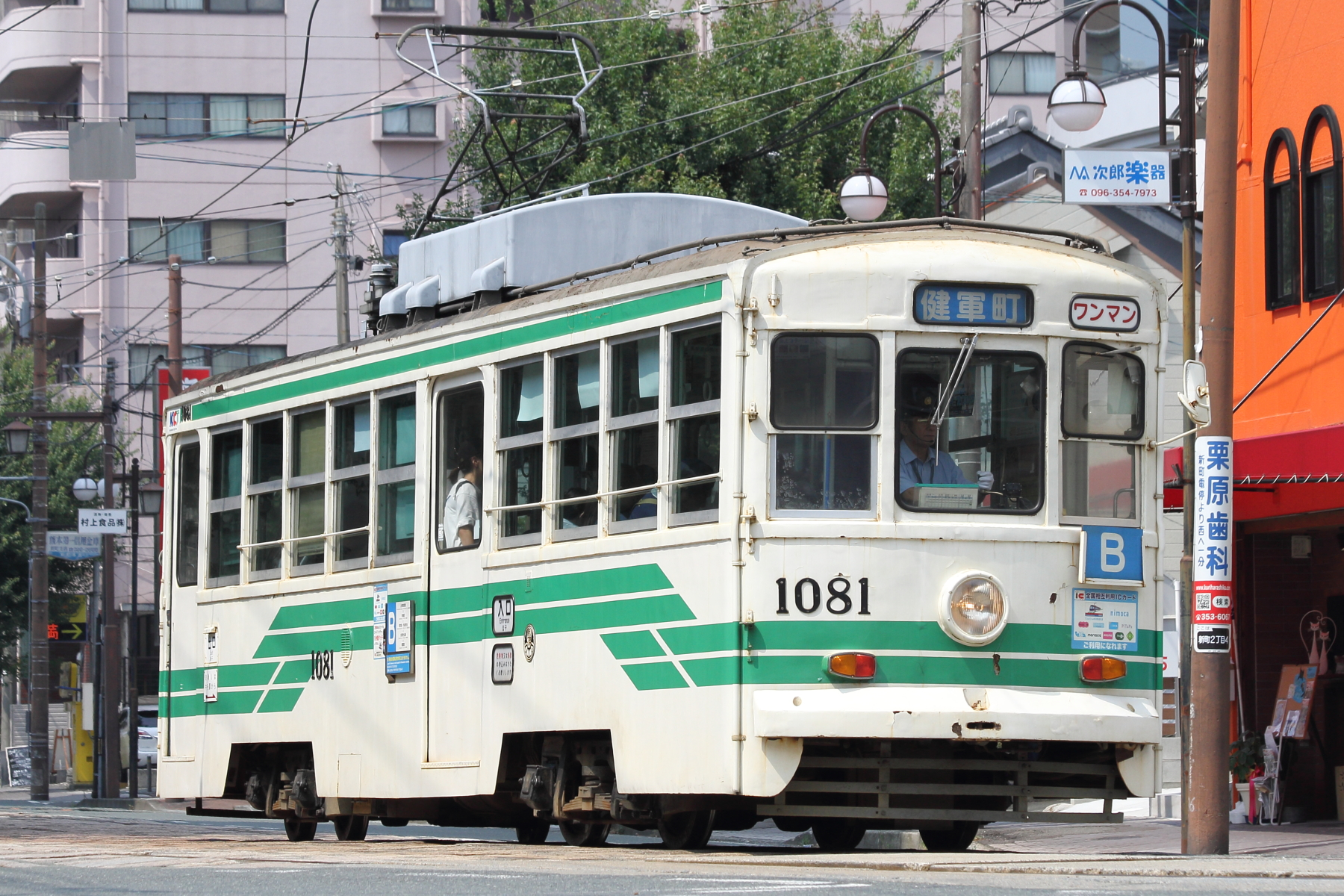
Serie 1080
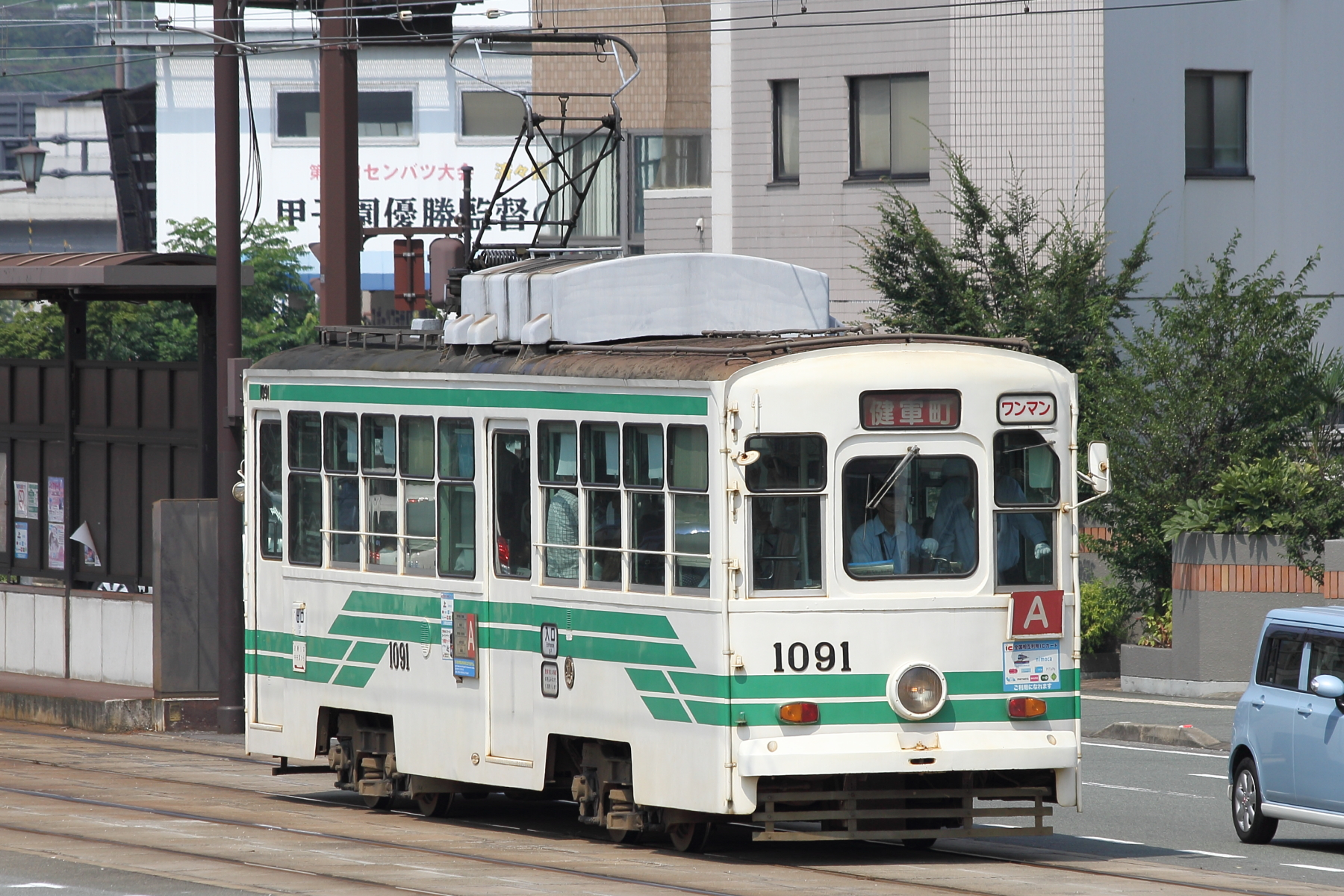
Serie 1090
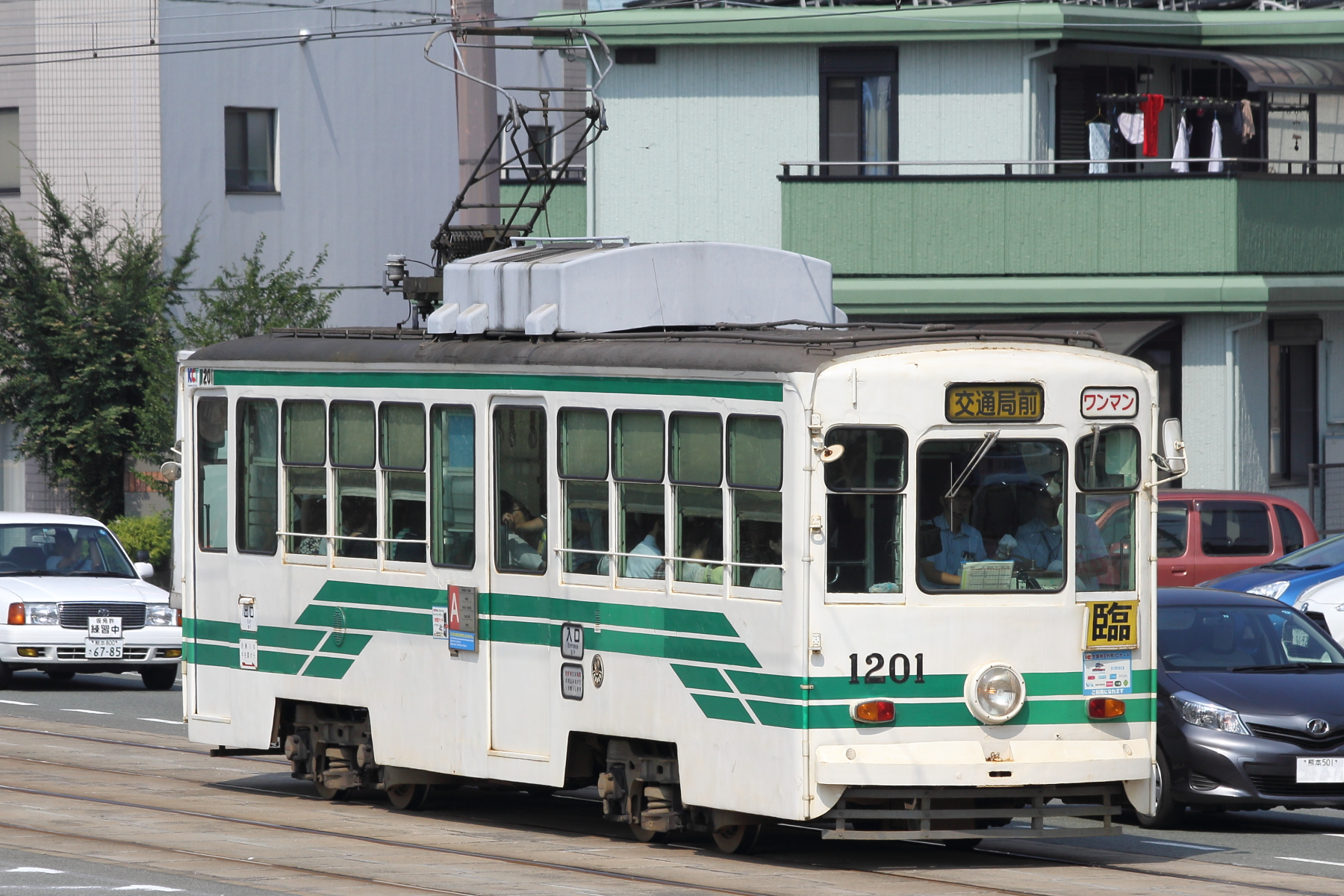
Serie 1200
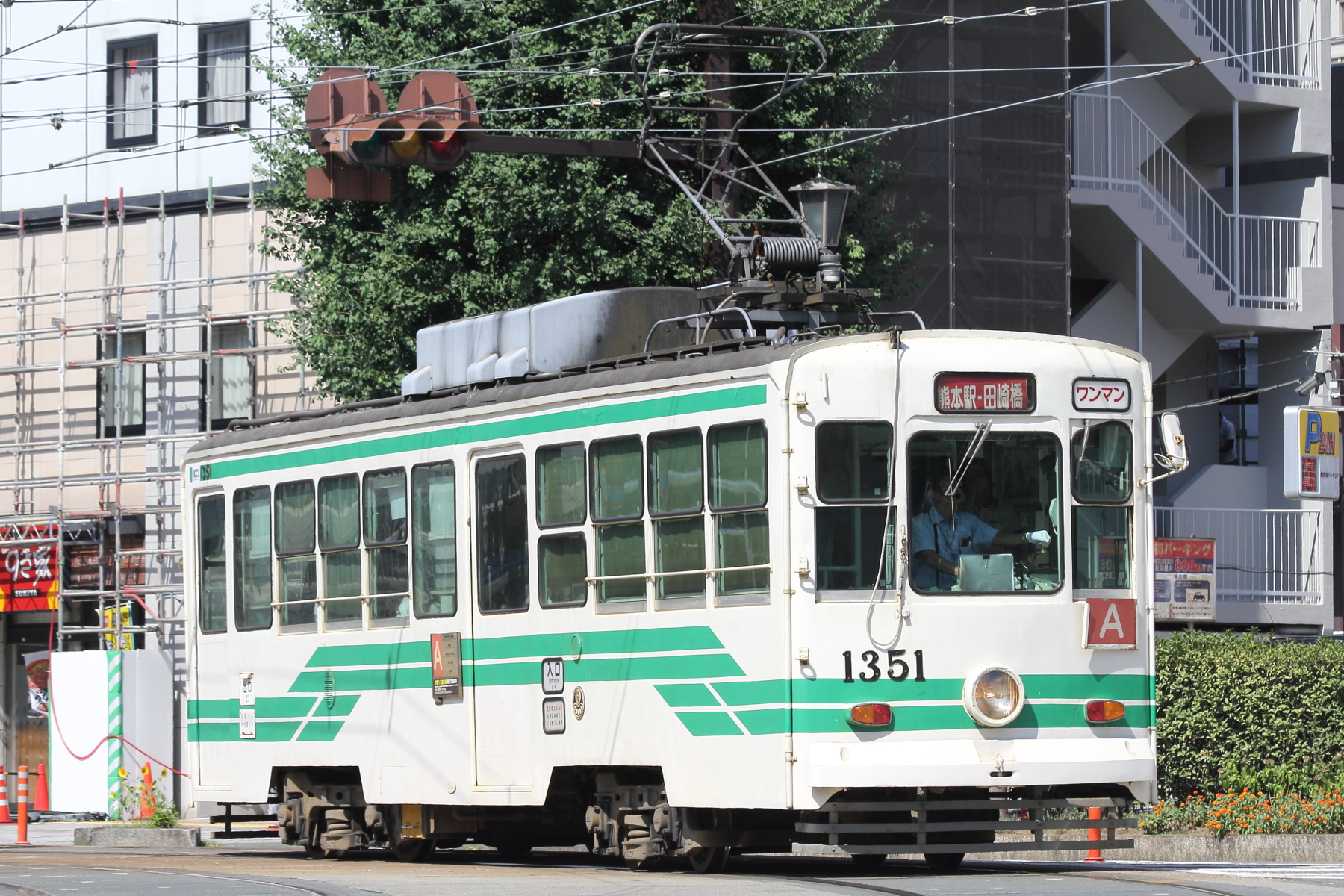
Serie 1350
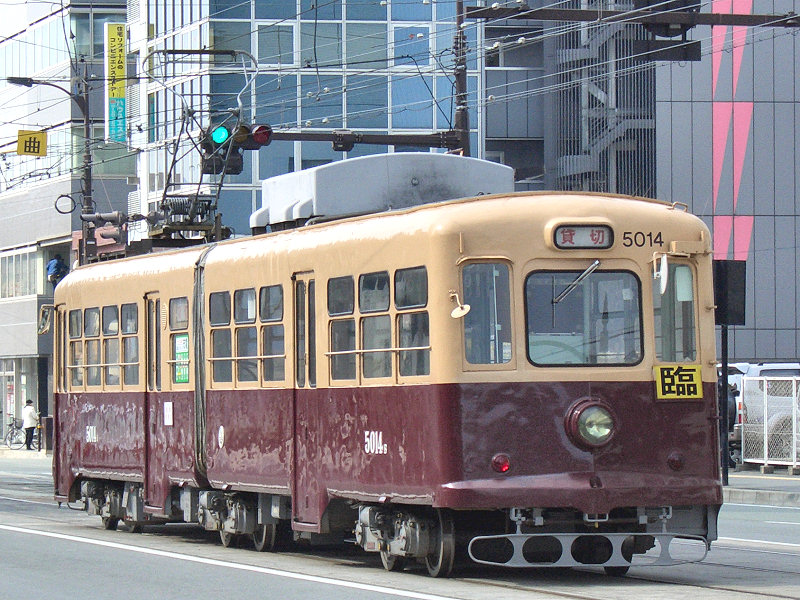
Serie 5000
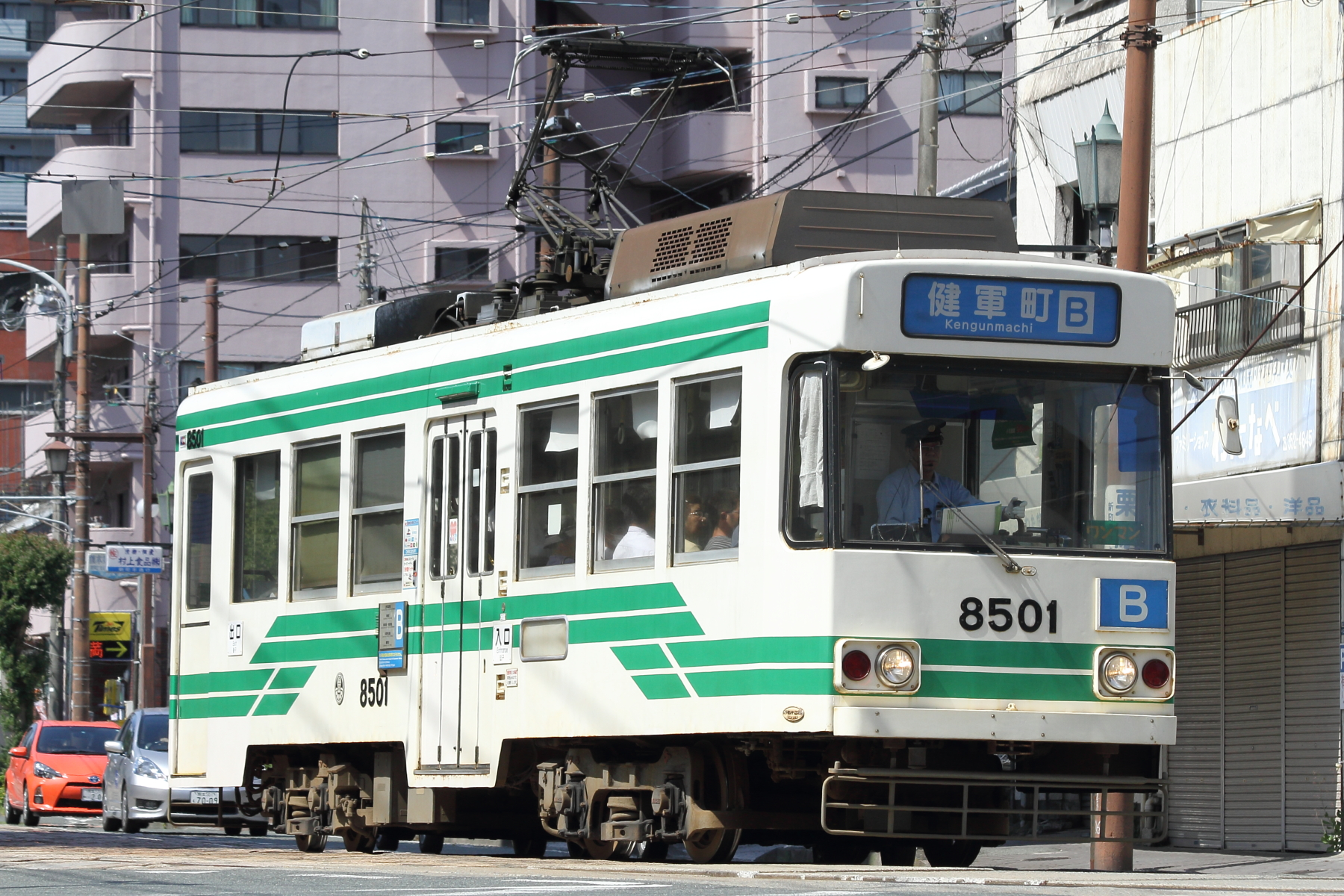
Serie 8500
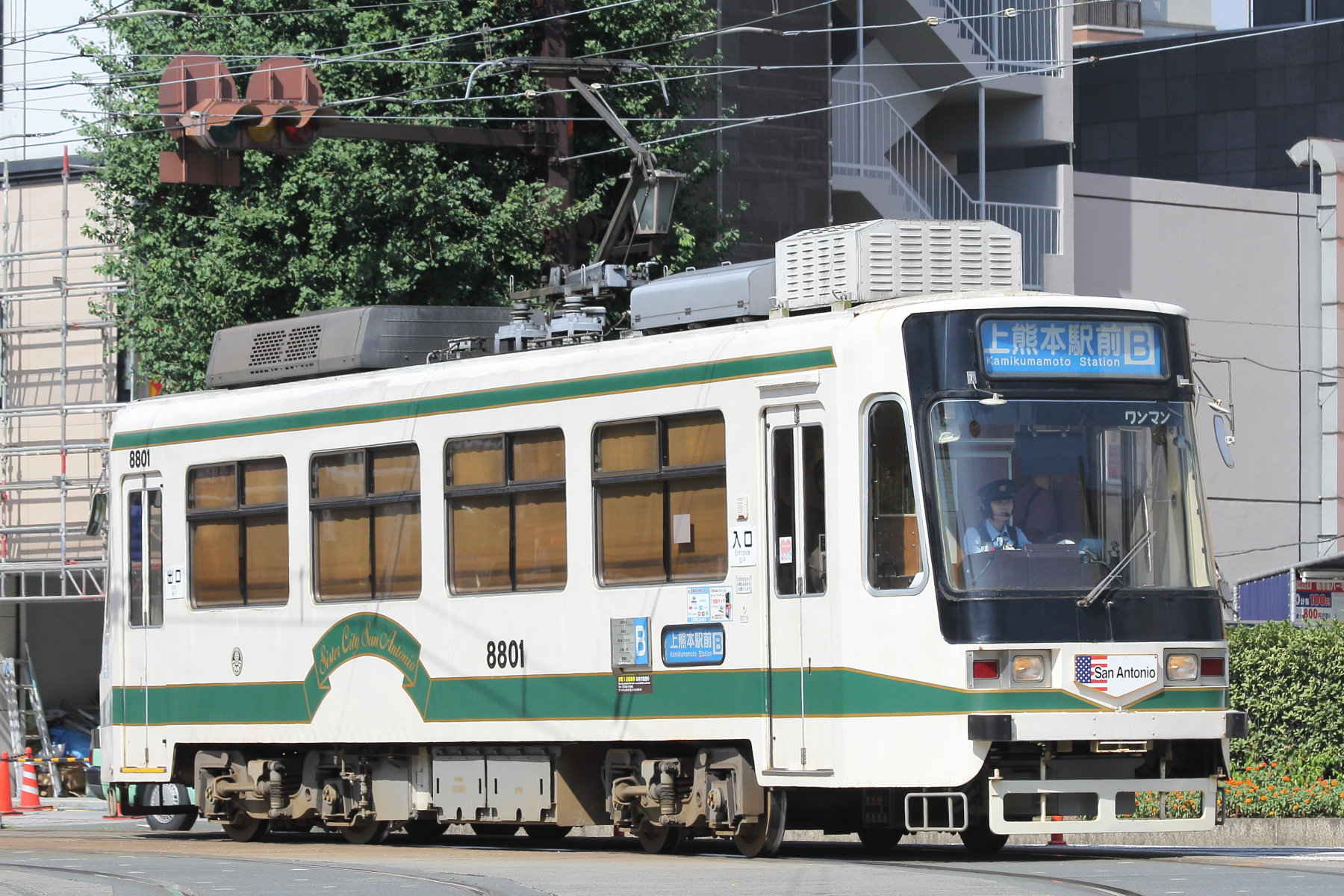
Serie 8800
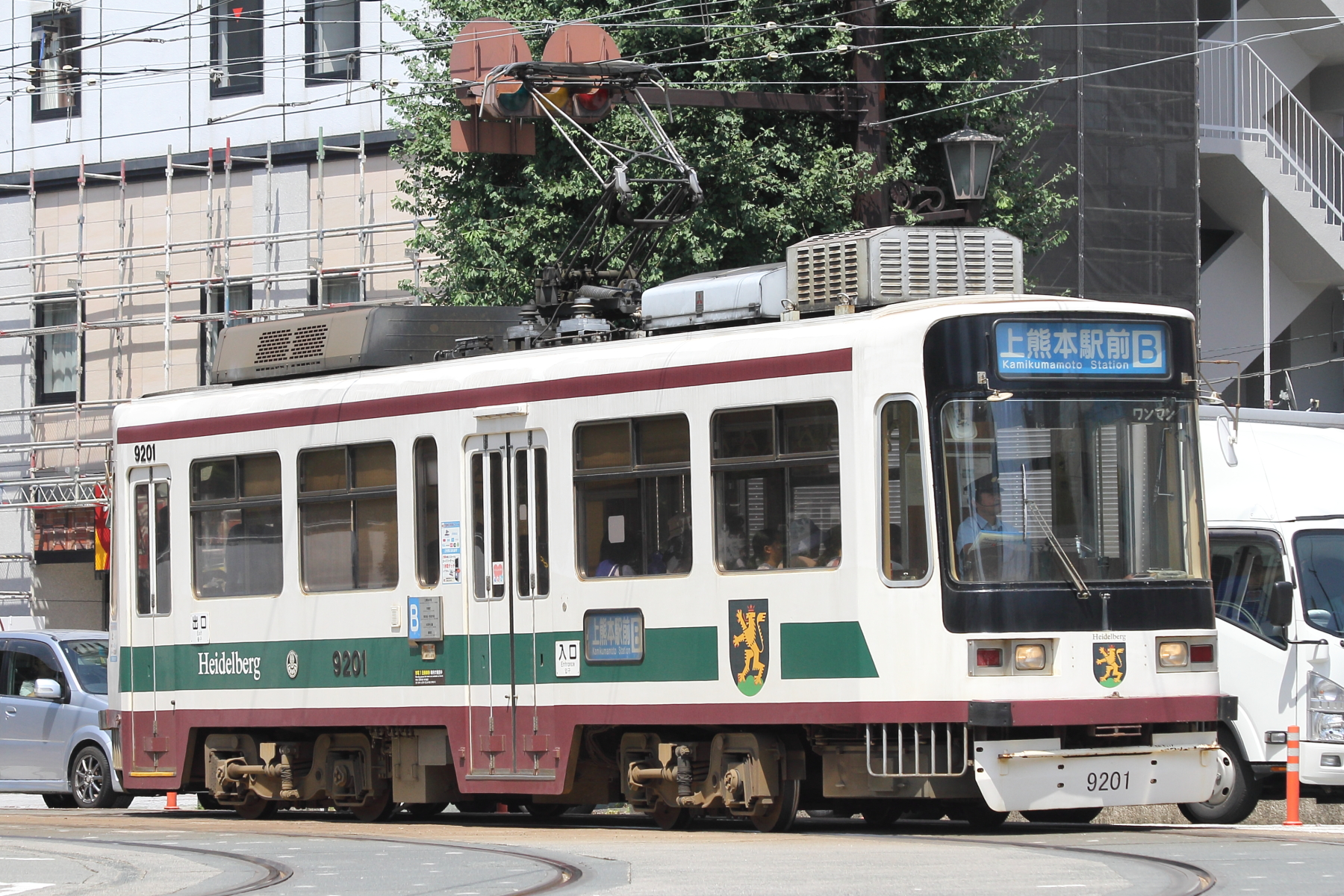
Serie 9200
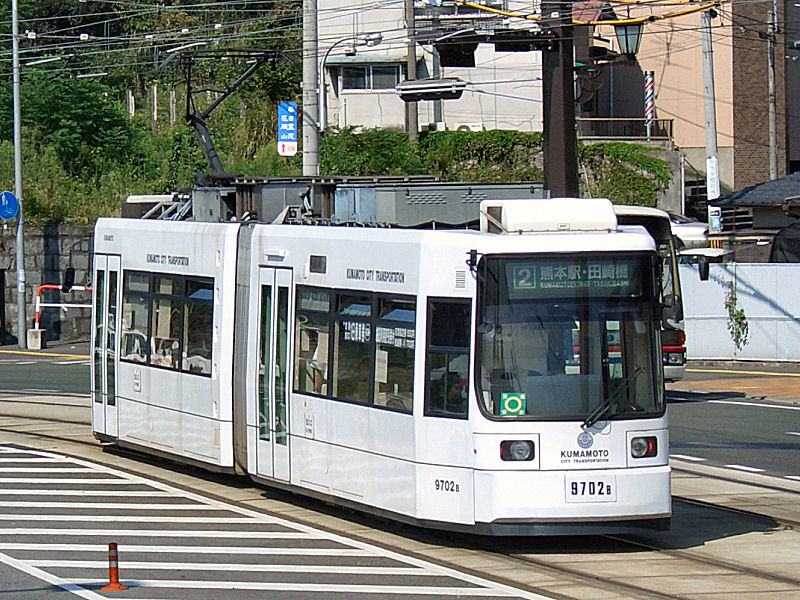
Serie 9700
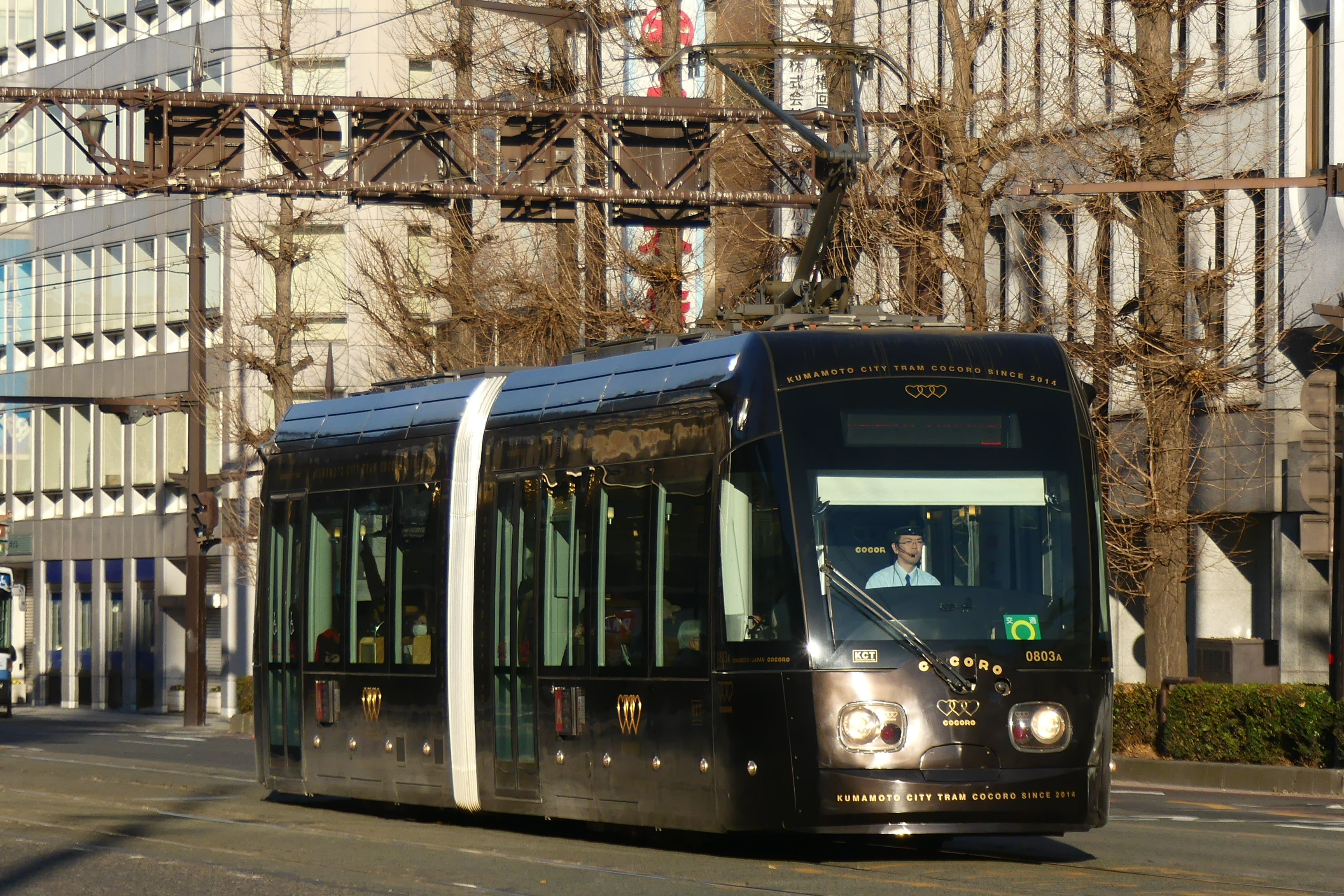
Serie 0800
- Serie 2400

- Serie 1060
- Serie 1080
- Serie 1090
- Serie 1200
- Serie 1350
- Serie 5000
- Serie 8500
- Serie 8800
- Serie 9200
- Serie 9700
- Serie 0800